# Hamy Ramezan
Hamy Ramezan, född 1979, är en finländsk filmregissör.
Hamy Ramezan kom till Finland som flykting från Iran när han var barn.
År 2016 gjorde Ramezan dokumentären Refugee Unknown (Tuntematon pakolaine) där han, tillsammans med tv-personligheten Ali Jahangiri, följde en grupp flyktingar på deras resa från Grekland mot Finland. Ramezan spelfilmsdebuterade 2020 med långfilmen Den första snön (Ensilumi) som skildrar en flykting familj i Finland som lever under utvisningshot. Filmen nominerades till sex Jussistatyetter 2021, inklusive Bästa film, Bästa regi och Bästa manus för Ramezan.
År 2014 tilldelades han Risto Jarva-priset för kortfilmen Paratiisin avaimet.